# Bękarty wojny
Bękarty wojny (ang. Inglourious Basterds) – amerykańsko-niemiecki film wojenny z 2009 roku, utrzymany w tonacji czarnej komedii, w reżyserii Quentina Tarantino, który napisał również scenariusz do filmu.
W rolach głównych wystąpili: Brad Pitt, Mélanie Laurent, Christoph Waltz, Daniel Brühl, Diane Kruger, Eli Roth, Til Schweiger oraz Mike Myers. Światowa premiera filmu odbyła się 20 maja 2009 roku w Cannes; niemiecka 20 sierpnia tego samego roku, amerykańska zaś dzień później. W Polsce obraz zadebiutował 11 września 2009. Film przedstawia historię dwóch spisków mających na celu zabicie Adolfa Hitlera – pierwszy z nich planowany przez grupę żołnierzy żydowskiego pochodzenia dowodzoną przez amerykańskiego porucznika Aldo Raine’a (Brad Pitt), drugi zaś przez młodą francuską Żydówkę (Mélanie Laurent).
Zdjęcia do filmu realizowano od października 2008 do lutego 2009 w Niemczech i we Francji. Reżyser nakręcił film na podstawie porzuconego dziesięć lat wcześniej scenariusza, który odłożył na później z powodu trudności w napisaniu dalszej jego części. Obraz zarobił na całym świecie ponad 321 milionów dolarów, będąc trzecim najbardziej dochodowym filmem Tarantino.
Film zdobył osiem nominacji do Oscara (m.in. w kategoriach: „najlepszy film”, „najlepsza reżyseria” i „najlepszy scenariusz oryginalny”), z czego statuetkę otrzymał Christoph Waltz za najlepszą rolę drugoplanową. Za swój występ został on także uhonorowany szeregiem innych prestiżowych nagród m.in. nagrodą BAFTA, Złotym Globem, nagrodą dla najlepszego aktora na festiwalu filmowym w Cannes oraz nagrodą Gildii Aktorów Ekranowych.

## Fabuła
Akcja filmu rozgrywa się w okupowanej przez nazistów Francji, a rozpoczyna się w 1941 roku na wsi, gdzie farmer Perrier LaPadite (Denis Ménochet) zostaje odwiedzony przez niemieckiego pułkownika SS Hansa Landę (Christoph Waltz). Wpuszcza go do swojego domu, po czym rozpoczyna z nim rozmowę. Okazuje się, że celem wizyty pułkownika jest wytropienie ukrywającej się żydowskiej rodziny Dreyfus, która żyła w tej okolicy przed rozpoczęciem niemieckiej okupacji. Farmer ukrywający Żydów pod podłogą swojego mieszkania początkowo mówi, że nie wie, gdzie znajdują się Dreyfusowie, jednak po dłuższej rozmowie pułkownikowi udaje się wyciągnąć prawdę od LaPadite’a. Landa gwarantuje mu wówczas, że niemieckie oddziały nie będą nękały jego rodziny aż do końca wojny, jeżeli ten zdradzi mu miejsce pobytu Dreyfusów. Mleczarz przyznaje się do ukrywania Żydów, na skutek czego cała żydowska rodzina ginie z rąk ludzi pułkownika z wyjątkiem nastoletniej Shosanny (Mélanie Laurent), której udaje się uciec.
Trzy lata później porucznik Aldo Raine (Brad Pitt) powołuje grupę żołnierzy zwaną „Bękartami”, składającą się głównie z amerykańskich Żydów. Jej zadaniem jest zastraszenie III Rzeszy poprzez brutalne zabijanie i skalpowanie nazistowskich żołnierzy na terenie okupowanej przez nazistów Francji. Niektórym z nich pozwalają żyć, jednakże robią im blizny na czołach w kształcie swastyki, aby po wojnie nigdy nie mogli ukryć swojej przeszłości. Do „Bękartów” należą m.in. Donnie Donowitz, zwany „Żydowskim Niedźwiedziem” (Eli Roth) oraz Hugo Stiglitz (Til Schweiger) – były niemiecki żołnierz, który zabił trzynastu oficerów gestapo.
Dorosła już Shosanna Dreyfus ukrywa się w Paryżu pod nazwiskiem Emmanuelle Mimieux i prowadzi kino, którego jest właścicielką. Pewnego dnia poznaje niemieckiego szeregowca o nazwisku Fredrick Zoller (Daniel Brühl). Żołnierz jest wyraźnie zainteresowany Shosanną i chce ją bliżej poznać, jednak Żydówka nie chce zadawać się z młodym nazistą. Wkrótce Shosanna dowiaduje się, że Zoller jest bohaterem wojennym, który zastrzelił dwustu pięćdziesięciu amerykańskich żołnierzy podczas jednej bitwy, a na podstawie jego historii powstał wyprodukowany przez Josepha Goebbelsa film propagandowy Duma Narodu, w którym Zoller zagrał samego siebie. Zbliża się uroczysta premiera filmu, na której oprócz Goebbelsa mają być obecni najważniejsi przywódcy Wehrmachtu tacy jak Hermann Göring, Martin Bormann czy sam Adolf Hitler. Goebbels za namową Fredricka przenosi premierę filmu do kina należącego do Shosanny. Ta wraz z Marcelem – swoim kochankiem i kinooperatorem postanawia zabić przywódców III Rzeszy poprzez podpalenie kina podczas premierowego seansu Dumy Narodu. Młoda Żydówka nie wie jednak, że brytyjski porucznik Archie Hicox (Michael Fassbender) wraz z grupą „Bękartów” także planuje zamach na życie wysoko postawionych nazistów.
Hicox wraz z należącymi do „Bękartów” Stiglitzem i Wickim udaje się do pewnego baru w celu spotkania się z niemiecką aktorką Bridget von Hammersmark (Diane Kruger) będącą agentką wywiadu brytyjskiego. W trakcie spotkania Hicox przykuwa uwagę swoim nietypowym akcentem obecnego w barze niemieckiego sierżanta Wilhelma oraz majora gestapo Dietera Hellstroma (August Diehl). Hicox zamawiając trzy szklanki whisky, gestykuluje palcami w odmienny sposób niż robią to Niemcy i demaskuje tym własną tożsamość. Dochodzi do strzelaniny, w wyniku której giną wszyscy oprócz sierżanta Wilhelma i agentki Hammersmark, którzy zostają ranni. Na miejscu zdarzenia pojawia się Aldo Raine, który negocjuje z Wilhelmem wypuszczenie Hammersmark. Wilhelm zgadza się, jednak Hammersmark do niego strzela.
Odpowiedzialny za masakrę rodziny Shosanny Hans Landa prowadząc śledztwo, przybywa do baru, w którym doszło do strzelaniny, gdzie odnajduje but Hammersmark, a także serwetkę z jej podpisem. W dniu premiery filmu propagandowego „Bękarty” wcielają w życie operację „Kino” – misję samobójczą polegającą na wniesieniu na seans przez „Bękartów” ukrytego pod garderobą dynamitu. Hammersmark, Raine, Donowitz i Ulmer stawiają się na premierę. Niemiecka aktorka wraz z „Bękartami” podszywającymi się pod Włochów spotyka się w kinie z Hansem Landą. Pułkownik rozpoczyna rozmowę po włosku z Rainem, jednakże wychodzi na jaw, że Aldo wcale nie umie mówić w tym języku. Po chwili Landa wysyła Donowitza i Ulmera na swoje miejsca na sali kinowej, po czym zaprasza Hammersmark do prywatnego pokoju. Pokazuje tam jej, że but, który odnalazł w barze, idealnie pasuje do jej stopy, po czym rzuca się na nią i zabija ją, dusząc.
Po tym zdarzeniu Landa każe swoim ludziom aresztować Raine’a, a także Utivicha należącego do „Bękartów”. Pułkownik wywozi ich do pewnej knajpy poza granicami miasta, gdzie kontaktuje się z ich przełożonym z OSS i zawiera z nim układ, według którego Landa pozwoli na dalsze wykonywanie operacji „Kino” w zamian za immunitet.
Fredrick niezadowolony z filmu opuszcza salę kinową w trakcie seansu i udaje się do pomieszczenia z projektorem, by zobaczyć się z Shosanną. Gdy ta nie chce go wpuścić do środka, Zoller wdziera się do niego siłą, w wyniku czego Shosanna chwyta za swój pistolet i strzela do szeregowca. Po chwili Żydówka pochyla się nad konającym Fredrickiem, jednak odwrócony na plecy, ranny Zoller oddaje kilka strzałów w Shosannę, śmiertelnie ją raniąc, po czym zarówno on, jak i Shosanna umierają.
Wyświetlany film nagle zostaje przerwany, a na ekranie pojawia się twarz Shosanny. Kobieta na filmie mówi nazistom, że zaraz wszyscy zginą oraz prosi ich, aby dokładnie przyjrzeli się twarzy Żydówki, która ich zabije. Marcel stojący po drugiej stronie ekranu rzuca zapalonego papierosa na stertę taśm filmowych, wywołując pożar, w wyniku czego ekran, na którym widnieje śmiejąca się Shosanna momentalnie zajmuje się ogniem. W mgnieniu oka całe kino staje w płomieniach. Spanikowani naziści uciekają do wyjścia, jednak wszystkie drzwi są zablokowane. Donowitz i Ulmer obecni na sali kinowej używając pistoletów maszynowych, oddają serię strzałów w Hitlera i Goebbelsa zabijając ich. Kolejne serie wystrzeliwują w tłum pozostałych nazistów, aż do momentu, gdy ładunki wybuchowe, które mają na sobie eksplodują, zabijając wszystkich obecnych w kinie.
Tymczasem Hans Landa wraz ze swoim kierowcą wywozi Raine’a i Utivicha na terytorium aliantów, gdzie rozkuwa ich, zwraca im broń i oddaje się w ich ręce. Raine zabija niemieckiego kierowcę, a Landzie tnie swastykę na czole.

## Obsada
„Bękarty”

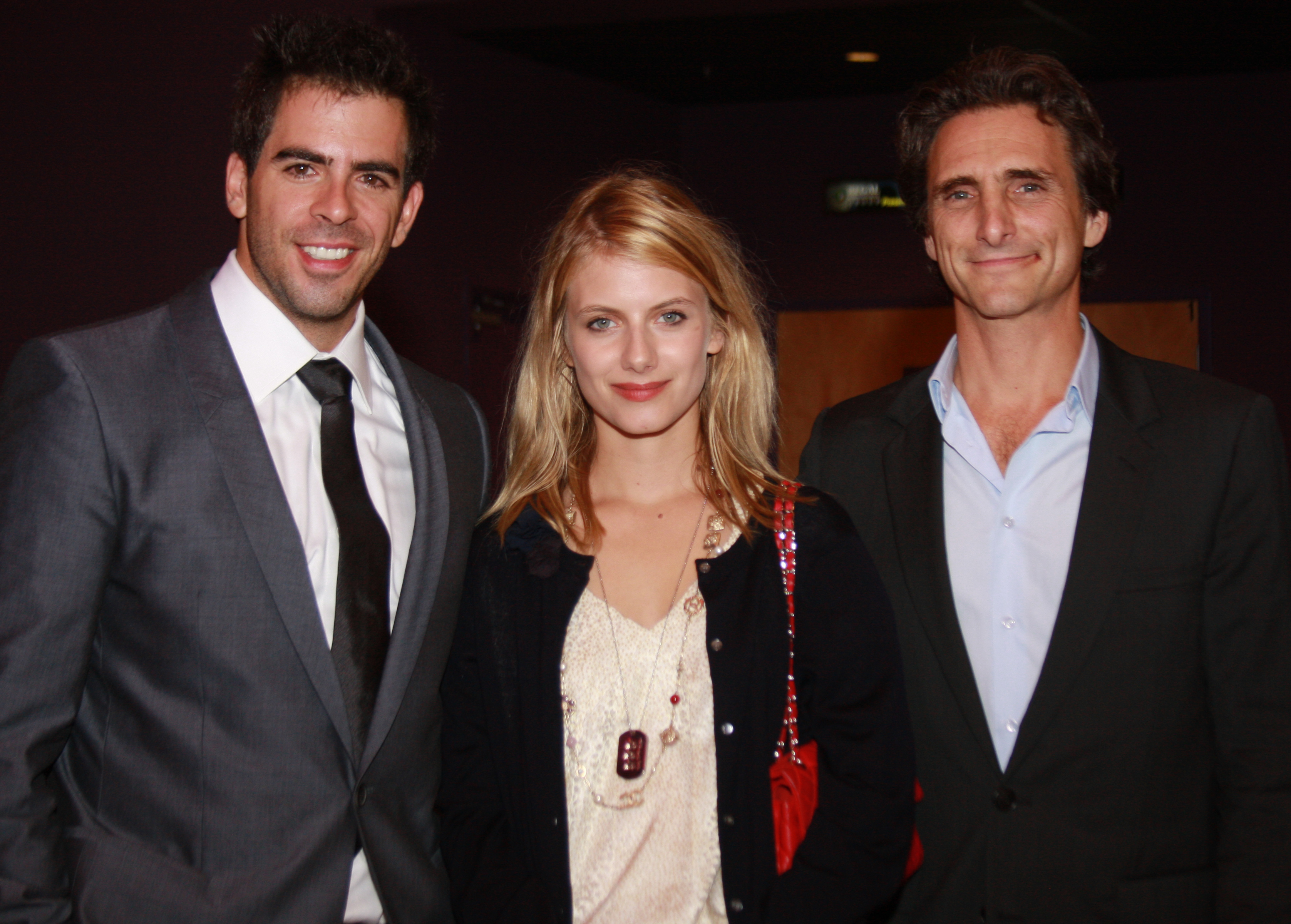
Eli Roth, Mélanie Laurent i producent Lawrence Bender podczas premiery (2009)

- Brad Pitt – porucznik Aldo Raine, „Aldo Apacz”, przywódca grupy
- Eli Roth – sierżant Donnie Donowitz, zwany „Żydowskim Niedźwiedziem”
- Til Schweiger – sierżant Hugo Stiglitz, były żołnierz niemiecki[7]
- Gedeon Burkhard – kapral Wilhelm Wicki, uciekinier z Austrii
- B.J. Novak – szeregowy Smithson Utivich
- Omar Doom – szeregowy Omar Ulmer
- Samm Levine – szeregowy Gerold Hirschberg
- Michael Bacall – szeregowy Michael Zimmerman
- Carlos Fidel – szeregowy Simon Sakowitz

Amerykanie
- Bo Svenson – amerykański porucznik
- Harvey Keitel – dowódca OSS, który przyjmuje propozycję układu (głos)

Francuzi
- Mélanie Laurent – Shosanna Dreyfus
- Denis Ménochet – Perrier LaPadite
- Christian Berkel – Eric
- Jacky Ido – Marcel
- Jana Pallaske – Babette
- Julie Dreyfus – Francesca Mondino
- Léa Seydoux – Charlotte LaPadite

Brytyjczycy
- Michael Fassbender – porucznik Archie Hicox
- Mike Myers – generał Ed Fenech
- Rod Taylor – Winston Churchill

Niemcy
- Christoph Waltz – standartenführer Hans Landa, zwany „Łowcą Żydów”.
- Diane Kruger – Bridget von Hammersmark, aktorka niemiecka i agentka brytyjska
- Daniel Brühl – szeregowy Fredrick Zoller
- August Diehl – sturmbannführer Dieter Hellstrom
- Alexander Fehling – oberfeldwebel Wilhelm
- Sönke Möhring – gefrajter Butz
- Richard Sammel – feldfebel Werner Rachtman
- Sylvester Groth – Joseph Goebbels
- Martin Wuttke – Adolf Hitler
- Ludger Pistor – kapitan Wolfgang

Postacie usunięte
- Cloris Leachman – pani Himmelstein
- Maggie Cheung – madame Ada Mimieux
- Michael Madsen – Babe Buchinsky

oraz
- Samuel L. Jackson – narrator (głos)

## Produkcja

### Rozwój projektu

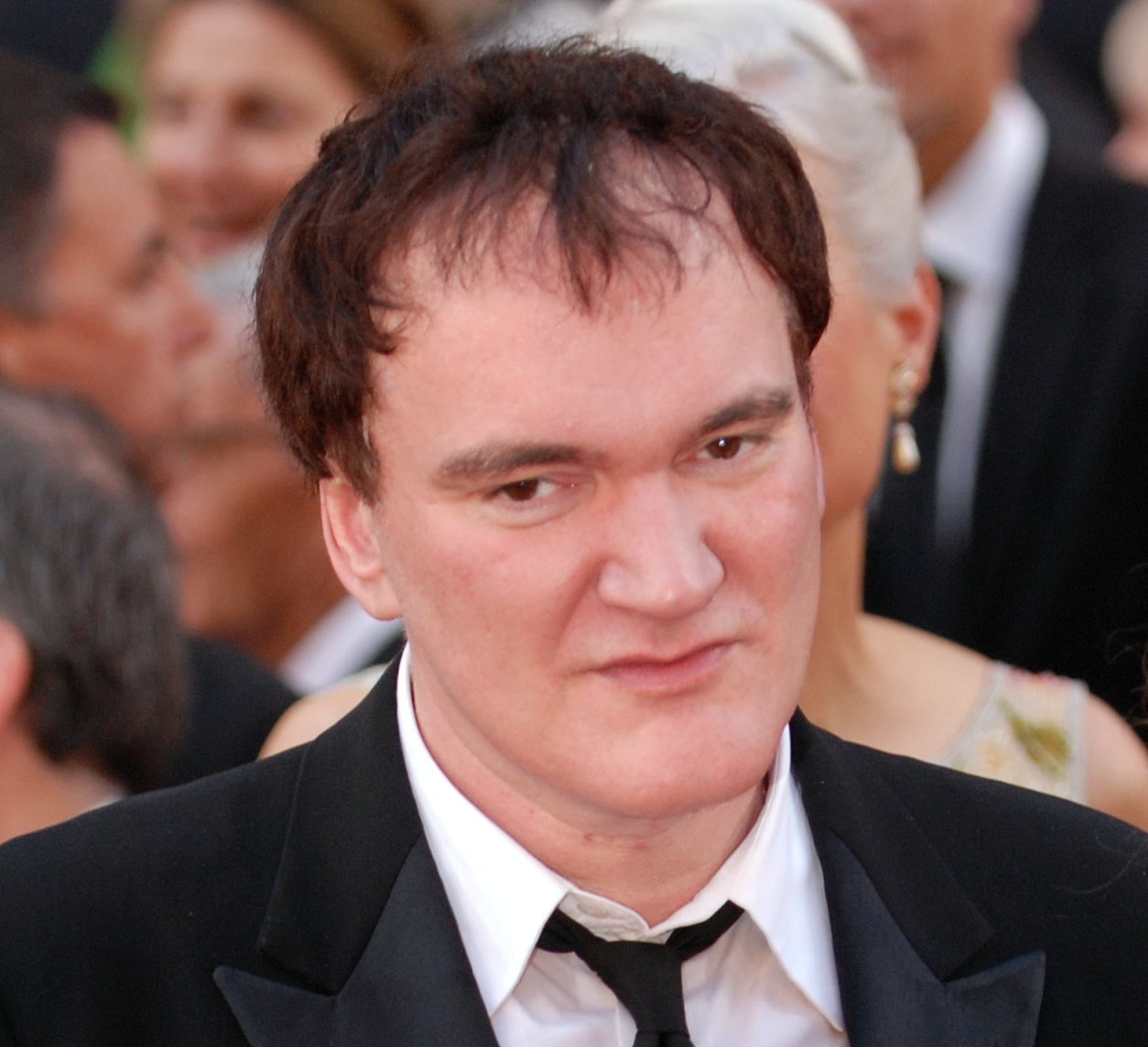
Quentin Tarantino podczas wręczenia Oscarów w 2010

Quentin Tarantino rozpoczął pracę nad swoim filmem osadzonym w realiach II wojny światowej jeszcze w latach dziewięćdziesiątych ubiegłego wieku. Podjął się pisania scenariusza, jednak miał problem z ustaleniem zakończenia filmu, w związku z czym odłożył ten projekt na później, by zająć się innymi przedsięwzięciami, takimi jak dwuczęściowy film Kill Bill (2003–2004) czy Grindhouse: Death Proof (2007) będący pierwszą częścią dylogii Grindhouse kręconej wspólnie z Robertem Rodriguezem. Po premierze wymienionych filmów Tarantino powrócił do pracy nad Bękartami wojny. W styczniu 2008 rozpoczął pisanie scenariusza na nowo. Reżyser wprowadził drobne poprawki do starego materiału, który stanowił pierwszy i drugi rozdział, po czym napisał nowy materiał będący scenariuszem dalszej części filmu. W lipcu tego samego roku scenariusz był już gotowy.
Tytuł filmu (oryg. Inglourious Basterds dosł. Nieświęte łajdaki) był inspirowany angielskim tytułem włoskiego filmu z 1978 Bohaterowie z piekła (ang. The Inglorious Bastards).

### Casting

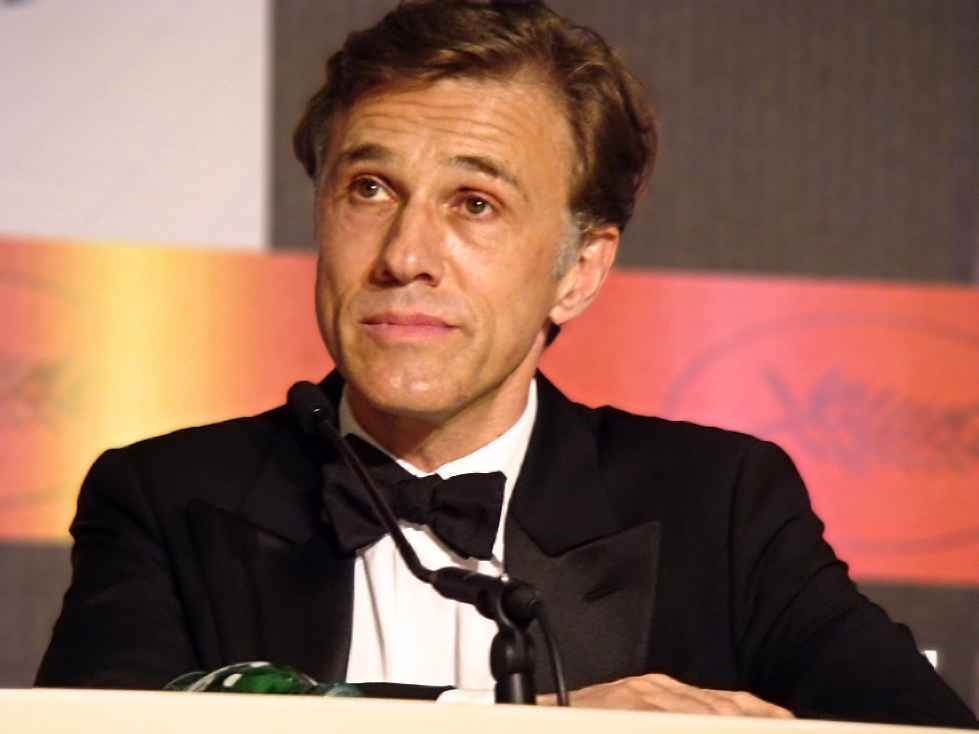
Christoph Waltz podczas Festiwalu w Cannes w 2009

Tarantino początkowo chciał, aby pułkownika SS Hansa Landę zagrał Leonardo DiCaprio, jednak ostatecznie w tej roli został obsadzony Christoph Waltz. Zanim reżyser zaangażował Waltza był bliski rezygnacji z kręcenia filmu, ponieważ nie mógł znaleźć odpowiedniego aktora, który wiernie oddałby postać głównego antagonisty zapisanego w scenariuszu:

Powiedziałem producentom, że być może napisałem rolę, która jest nie do zagrania. Powiedziałem, że nie chcę kręcić tego filmu jeśli nie znajdę idealnego Landy oraz że prędzej zwyczajnie opublikuję scenariusz niż zrobię film, na którym ta postać będzie prezentowała się gorzej niż na kartach scenariusza. Kiedy Christoph stawił się na przesłuchaniu następnego dnia, zwrócił mi mój film.

Tarantino i Brad Pitt przez lata planowali współpracę, jednakże obaj czekali na odpowiedni projekt. Jeszcze w trakcie pisania scenariusza reżyser widział Pitta w roli Aldo Raine’a – przywódcy tytułowych „Bękartów”. Gdy ukończył pisać skrypt, stwierdził, że aktor świetnie nadaje się do tej roli, a następnie zadzwonił do jego agenta i zaangażował Pitta.
Tarantino zaproponował Adamowi Sandlerowi rolę jednego z „Bękartów”, Donnie’go Donowitza zwanego „Żydowskim Niedźwiedziem”, aczkolwiek ten odmówił mu aby uniknąć konfliktów z filmem Funny People, w którym grał jedną z ról. Zamiast Sandlera w roli Donowitza filmowiec obsadził Eliego Rotha, który także, na potrzeby Bękartów wojny wyreżyserował Dumę Narodu – film propagandowy wyświetlany w jednym z francuskich kin w końcowych scenach filmu. Wzięło w nim udział trzystu statystów, a także sam Tarantino, który wcielił się w jednego z amerykańskich żołnierzy zastrzelonych przez Zollera. Nie była to jednak jedyna rola Tarantino w Bękartach wojny – zagrał on także jednego z oskalpowanych nazistów w pierwszej połowie filmu.
Reżyser pierwotnie w roli porucznika Archiego Hicoxa planował obsadzić Simona Pegga, jednakże aktor był zmuszony zrezygnować z tej roli, ponieważ był już zaangażowany w filmową adaptację Przygód Tintina w reżyserii Stevena Spielberga, a udział w Bękartach wojny wchodziłby w konflikt z rolą Pegga w filmie Spielberga. W roli Hicoxa do obsady dołączył irlandzko-niemiecki aktor Michael Fassbender, który początkowo także ubiegał się o rolę pułkownika Hansa Landy.
Tarantino złożył propozycję zagrania Bridget von Hammersmark niemieckiej aktorce Nastassji Kinski. Reżyser nawet udał się do Niemiec w celu przekonania Kinski do przyjęcia roli, jednakże mimo to nie doszło do porozumienia pomiędzy filmowcem a aktorką, w wyniku czego rolę Hammersmark ostatecznie powierzono Diane Kruger.
Reżyser postanowił zaangażować do filmu emerytowanego już Roda Taylora. Aktor wówczas był już bez agenta, jednak powrócił z emerytury by zagrać Winstona Churchilla w filmie Tarantino. Taylor specjalnie na potrzeby filmu studiował stare materiały filmowe z premierem Wielkiej Brytanii w celu uzyskania jego postawy, mowy ciała, a także głosu.
Tarantino spotkał się z Mélanie Laurent trzy razy. Na pierwszym spotkaniu zagrał jej wszystkie postacie; na drugim podzielił się z nią wersami scenariusza; za trzecim razem doszło do spotkania przy kolacji. Podczas jej trwania powiedział aktorce: „Wiesz, jest jedna rzecz, która mi się nie podoba. Jest nią fakt, że jesteś znana w swoim kraju, a ja naprawdę chcę kogoś odkryć”, na co ta odpowiedziała: „Nie, nie, nie...wcale nie jestem taka znana”. Cztery dni później reżyser zadzwonił i obsadził ją w roli Shosanny Dreyfus.
Znani z występów w poprzednich filmach Quentina Tarantino Samuel L. Jackson i Harvey Keitel również otrzymali angaż w Bękartach wojny. Zagrali oni niewielkie role głosowe – Keitel zagrał dowódcę OSS przyjmującego propozycję układu, a Jackson narratora.

### Filmowanie

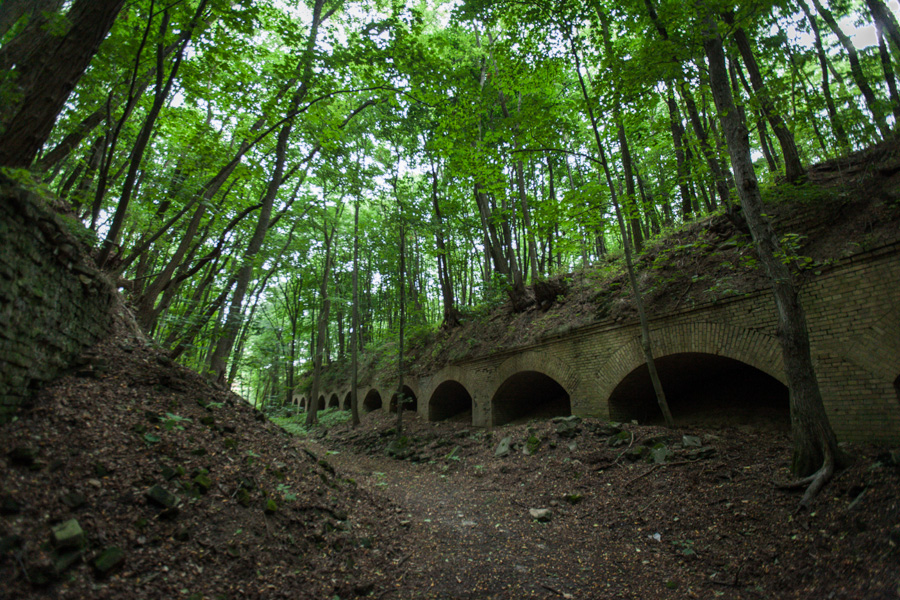
Fort Hahneberg w Berlinie, gdzie kręcono część drugiego rozdziału filmu

W 2008 roku reżyser wraz z prezesami wytwórni The Weinstein Company zarządził przyspieszenie produkcji filmu, aby obraz był gotowy na Festiwal Filmowy w Cannes, gdzie mógłby się ubiegać o nagrodę Złotej Palmy. Film zaplanowano nagrywać na terenie Niemiec i Francji. Kręcenie zdjęć głównych rozpoczęto w październiku 2008 roku w Niemczech. Choć akcja filmu jest osadzona we Francji większość filmu zarejestrowano i zmontowano w Studiu Babelsberg w Poczdamie, a także w Bad Schandau – niewielkim niemieckim uzdrowisku położonym nieopodal granicy niemiecko-czeskiej. Za efekty specjalne odpowiadała firma KNB EFX Group wraz z Gregiem Nicotero
Wnętrze domu mleczarza LaPadite w pierwszym rozdziale filmu nagrano w studiu, z kolei ujęcia osadzone na zewnątrz jego domu stanowiły widok na wieś pod Sebnitz znajdującą się nieopodal Bad Schandau.
Scenę przesłuchiwania nazistów przez „Bękartów” we francuskim lesie nakręcono na terenie Fortu Hahneberg w Berlinie.
Moment, w którym Shosanna dowiaduje się, że Fredrick Zoller jest bohaterem wojennym, został nakręcony w autentycznym paryskim bistro Bistrot La Renaissance. Miejsce to zostało dostrzeżone przez Quentina Tarantino w filmowym dramacie Claude’a Chabrola Cudza krew z 1984.
Fikcyjne francuskie kino La Gamaar, którego właścicielką była filmowa Shosanna Dreyfus zostało zbudowane w całości w studiu, a jego projekt inspirowany był dwoma kalifornijskimi kinami – Vista Theater oraz Los Angeles Theater.
Podczas kręcenia końcowej sceny w płonącym kinie pożar wymknął się spod kontroli. Eli Roth zdradził, że podczas kręcenia tej sceny prawie stracił życie:

Płomienie rozprzestrzeniały się tak gwałtownie. Powiedziano nam, że gdybyśmy byli tam jeszcze przez 15 sekund, plan na którym staliśmy zawaliłby się, po czym wszyscy byśmy zginęli

 Sfilmowanie upadającego znaku swastyki w tej scenie także nie było planowane – stal utrzymująca swastykę pod wpływem wysokiej temperatury stopiła się powodując jej nieoczekiwany upadek, który można zaobserwować na filmie.

### Muzyka
Tarantino początkowo chciał, aby muzykę do filmu skomponował Ennio Morricone, jednak nie było to możliwe, jako że Morricone był już zajęty komponowaniem ścieżki dźwiękowej do tragikomedii Baaria w reżyserii Giuseppe Tornatore. Mimo to Tarantino wykorzystał osiem utworów autorstwa Morricone pochodzących z klasycznych spaghetti westernów, z czego cztery z nich znalazły się na płycie ze ścieżką dźwiękową Bękartów wojny.
Motyw otwierający film to utwór skomponowany przez Dimitria Tiomkina „The Green Leaves of Summer” z westernu Alamo z 1960. W dalszej części filmu wykorzystano także utwór Davida Bowiego z filmu Ludzie-koty. Płyta ze ścieżką dźwiękową była pierwszą ścieżką dźwiękową filmu Tarantino, która nie zawierała kwestii dialogowych, a została ona wydana 18 sierpnia 2009 roku.

## Odbiór
W serwisie Rotten Tomatoes 89% krytyków oceniło film pozytywnie (wynik na podstawie trzystu trzydziestu trzech recenzji), zaś średnia ocen wyniosła 7.9/10. Serwis podsumował film jako: „Prawdziwie ekscytujące doznanie będące klasyczną mieszanką różnych styli w wydaniu Tarantino. Bękarty wojny to film brutalny, bezkompromisowy i doszczętnie zabawny”. Agregator Metacritic przyznał filmowi wynik 69/100 na podstawie trzydziestu sześciu recenzji.
Po pierwszym pokazie filmu w Cannes widownia składająca się z krytyków zareagowała 8-11 minutowymi owacjami na stojąco, jednakże mimo to Bękarty wojny spotkały się z różnymi opiniami ze strony recenzentów. Francuska gazeta „Le Monde” skrytykowała film, oznajmiając, że „Tarantino gubi się w fikcyjnym świecie II wojny światowej”. Z kolei krytyk James Berardinelli z portalu „ReelViews” pochwalił film, w czterogwiazdkowej recenzji, oświadczając, że „Bękarty wojny to najlepszy film Quentina Tarantino od czasu Pulp Fiction” oraz że seans był dla niego „piekielnie przyjemnym przeżyciem”. Roger Ebert z „Chicago Sun-Times” w swojej recenzji również przyznał filmowi cztery gwiazdki, pisząc: „Bękarty wojny to jeden wielki, odważny i zuchwały film wojenny, który jednych denerwuje, innych zaskakuje, a także po raz kolejny pokazuje, że jego twórca jest prawdziwym reżyserem donkiszotowskich rozkoszy”. Peter Bradshaw z „The Guardiana” powiedział natomiast, że gdy oglądał film uderzyło go „coś irytująco okropnego i transcendentalnie rozczarowującego”.
Eseista Daniel Mendelsohn skrytykował film za sposób w jaki przedstawiono w nim amerykańskich żołnierzy pochodzenia żydowskiego – zaniepokoiło go, że Żydzi pokazani na filmie naśladują okrucieństwa Niemców z czasów II wojny światowej, których się dopuścili wobec europejskich Żydów. Napisał on wówczas, że „Tarantino pozwolił sobie na mściwą przemoc, tym sposobem zmieniając Żydów w nazistów”.

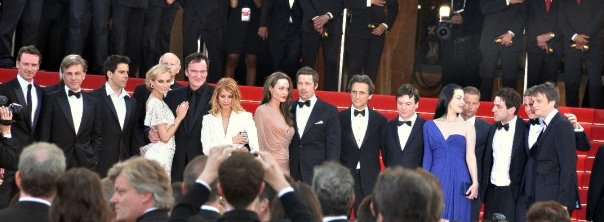
Obsada i twórcy na festiwalu filmowym w Cannes w 2009 roku

Pomimo mieszanych opinii ze strony recenzentów film został doceniony przez Amerykańską Akademię Sztuki i Wiedzy Filmowej otrzymując osiem nominacji do Oscara, w tym za „Najlepszy film”, „Najlepszy scenariusz oryginalny” oraz „Najlepszą reżyserię”. 7 marca 2010 roku podczas 82. ceremonii wręczenia tychże nagród statuetkę odebrał jednak tylko Christoph Waltz za rolę pułkownika Landy w kategorii „Najlepszy aktor drugoplanowy”; otrzymał on również m.in. nagrodę BAFTA, Złoty Glob, nagrodę Gildii Aktorów Ekranowych oraz nagrodę dla najlepszego aktora podczas Festiwalu Filmowego w Cannes w 2009 roku. Sam Tarantino zdobył natomiast nominację do Złotej Palmy – nagrody głównej przyznawanej najlepszemu filmowi na wspomnianym uprzednio festiwalu.
W późniejszym czasie Bękarty wojny zostały sklasyfikowane na 62. miejscu na liście stu najwybitniejszych filmów XXI wieku w plebiscycie krytyków BBC, z kolei w 2010 roku stowarzyszenie Independent Film & Television Alliance uznało ów film za jeden z trzydziestu najbardziej znaczących filmów niezależnych ostatnich trzydziestu lat. W 2021 roku natomiast Amerykańska Gildia Autorów umieściła scenariusz Bękartów wojny na 8. miejscu listy 101 najlepszych scenariuszy filmowych XXI wieku.

## Nagrody i nominacje
| Rok  | Nagroda                                              | Kategoria | Wynik     |
| ---- | ---------------------------------------------------- | --- | --------- |
| 2010 | Nagroda Akademii Filmowej (Oscar)                    | Najlepszy film (Lawrence Bender) | Nominacja |
| 2010 | Nagroda Akademii Filmowej (Oscar)                    | Najlepszy reżyser (Quentin Tarantino) | Nominacja |
| 2010 | Nagroda Akademii Filmowej (Oscar)                    | Najlepszy scenariusz oryginalny (Quentin Tarantino) | Nominacja |
| 2010 | Nagroda Akademii Filmowej (Oscar)                    | Najlepszy aktor drugoplanowy (Christoph Waltz) | Wygrana   |
| 2010 | Nagroda Akademii Filmowej (Oscar)                    | Najlepsze zdjęcia (Robert Richardson) | Nominacja |
| 2010 | Nagroda Akademii Filmowej (Oscar)                    | Najlepszy montaż (Sally Menke) | Nominacja |
| 2010 | Nagroda Akademii Filmowej (Oscar)                    | Najlepszy montaż dźwięku (Wylie Statema) | Nominacja |
| 2010 | Nagroda Akademii Filmowej (Oscar)                    | Najlepszy dźwięk (Michael Minkler, Tony Lamberti i Mark Ulano) | Nominacja |
| 2010 | Złoty Glob                                           | Najlepszy film dramatyczny | Nominacja |
| 2010 | Złoty Glob                                           | Najlepszy reżyser (Quentin Tarantino) | Nominacja |
| 2010 | Złoty Glob                                           | Najlepszy scenariusz (Quentin Tarantino) | Nominacja |
| 2010 | Złoty Glob                                           | Najlepszy aktor drugoplanowy (Christoph Waltz) | Wygrana   |
| 2010 | Nagroda Brytyjskiej Akademii Filmowej                | Najlepszy reżyser (Quentin Tarantino) | Nominacja |
| 2010 | Nagroda Brytyjskiej Akademii Filmowej                | Najlepszy scenariusz oryginalny (Quentin Tarantino) | Nominacja |
| 2010 | Nagroda Brytyjskiej Akademii Filmowej                | Najlepszy aktor drugoplanowy (Christoph Waltz) | Wygrana   |
| 2010 | Nagroda Brytyjskiej Akademii Filmowej                | Najlepszy montaż (Sally Menke) | Nominacja |
| 2010 | Nagroda Brytyjskiej Akademii Filmowej                | Najlepsza scenografia (David Wasco i Sandy Reynolds-Wasco) | Nominacja |
| 2010 | Nagroda Brytyjskiej Akademii Filmowej                | Najlepsze zdjęcia (Robert Richardson) | Nominacja |
| 2010 | Nagroda Gildii Aktorów Ekranowych                    | Wybitny występ aktora w roli drugoplanowej (Christoph Waltz) | Wygrana   |
| 2010 | Nagroda Gildii Aktorów Ekranowych                    | Wybitny występ zespołu aktorskiego w filmie kinowym (Daniel Brühl, August Diehl, Julie Dreyfus, Michael Fassbender, Sylvester Groth, Jacky Ido, Diane Kruger, Mélanie Laurent, Denis Ménochet, Mike Myers, Brad Pitt, Eli Roth, Til Schweiger, Rod Taylor, Christoph Waltz i Martin Wuttke) | Wygrana   |
| 2010 | Nagroda Gildii Aktorów Ekranowych                    | Wybitny występ aktorki w roli drugoplanowej (Diane Kruger) | Nominacja |
| 2010 | Nagroda Amerykańskiej Gildii Reżyserów Filmowych     | Wybitne osiągnięcie reżysera filmowego (Quentin Tarantino) | Nominacja |
| 2010 | Nagroda Filmowych Montażystów Dźwięku                | Najlepsze dialogi i postsynchronizacja w filmie fabularnym | Wygrana   |
| 2010 | Nagroda Filmowych Montażystów Dźwięku                | Najlepsze efekty dźwiękowe w filmie fabularnym | Nominacja |
| 2010 | People’s Choice Award                                | Ulubiony film niezależny | Wygrana   |
| 2010 | Online Film Critics                                  | Najlepszy scenariusz oryginalny (Quentin Tarantino) | Wygrana   |
| 2010 | Online Film Critics                                  | Najlepsza aktorka (Mélanie Laurent) | Wygrana   |
| 2010 | Online Film Critics                                  | Najlepszy aktor drugoplanowy (Christoph Waltz) | Wygrana   |
| 2010 | Online Film Critics                                  | Najlepsze zdjęcia (Robert Richardson) | Wygrana   |
| 2010 | Online Film Critics                                  | Najlepszy film | Nominacja |
| 2010 | Online Film Critics                                  | Najlepszy reżyser (Quentin Tarantino) | Nominacja |
| 2010 | Online Film Critics                                  | Najlepsza aktorka drugoplanowa (Diane Kruger) | Nominacja |
| 2010 | Online Film Critics                                  | Najlepszy montaż (Sally Menke) | Nominacja |
| 2009 | New York Film Critics Online                         | Najlepsze zdjęcia (Robert Richardson) | Wygrana   |
| 2009 | New York Film Critics Online                         | Najlepszy scenariusz (Quentin Tarantino) | Wygrana   |
| 2009 | New York Film Critics Online                         | Najlepszy aktor drugoplanowy (Christoph Waltz) | Wygrana   |
| 2009 | New York Film Critics Online                         | Przełomowy występ (Christoph Waltz) | Wygrana   |
| 2009 | Festiwal Filmowy w Cannes                            | Złota Palma za najlepszy film | Nominacja |
| 2009 | Festiwal Filmowy w Cannes                            | Najlepszy aktor (Christoph Waltz) | Wygrana   |
| 2009 | Festiwal Filmowy w Cannes                            | Palm Dog (Czarny Pudel) | Nominacja |
| 2009 | Stowarzyszenie Nowojorskich Krytyków Filmowych       | Najlepszy aktor w roli drugoplanowej (Christoph Waltz) | Wygrana   |
| 2009 | Złoty Satelita                                       | Najlepszy aktor drugoplanowy (Christoph Waltz) | Wygrana   |
| 2009 | Złoty Satelita                                       | Najlepsze zdjęcia (Robert Richardson) | Nominacja |
| 2009 | San Diego Film Critics                               | Najlepszy film | Wygrana   |
| 2009 | San Diego Film Critics                               | Najlepsza reżyseria (Quentin Tarantino) | Wygrana   |
| 2009 | San Diego Film Critics                               | Najlepszy scenariusz oryginalny (Quentin Tarantino) | Wygrana   |
| 2009 | San Diego Film Critics                               | Najlepsza obsada | Wygrana   |
| 2009 | San Diego Film Critics                               | Najlepszy aktor w roli drugplanowej (Christoph Waltz) | Wygrana   |
| 2009 | San Diego Film Critics                               | Najlepsze kierownictwo produkcji (Dave Wasco) | Wygrana   |
| 2009 | San Diego Film Critics                               | Najlepszy montaż (Sally Menke) | Nominacja |
| 2009 | San Diego Film Critics                               | Najlepsze zdjęcia (Robert Richardson) | Nominacja |
| 2009 | Washington D.C. Area Film Critics Association Awards | Najlepszy film | Nominacja |
| 2009 | Washington D.C. Area Film Critics Association Awards | Najlepsza reżyseria (Quentin Tarantino) | Nominacja |
| 2009 | Washington D.C. Area Film Critics Association Awards | Najlepszy scenariusz oryginalny (Quentin Tarantino) | Wygrana   |
| 2009 | Washington D.C. Area Film Critics Association Awards | Najlepszy aktor w roli drugoplanowej (Christoph Waltz) | Wygrana   |

## Informacje dodatkowe
- W Bękartach wojny jedynie 30% dialogów wypowiadanych jest w języku angielskim. Pozostałe to niemiecki, francuski, a także włoski[54][11].
- W filmie występuje nawiązanie do góry Piz Palü i filmu z 1929 roku Białe Piekło na Piz Palü[55].